# Kế hoạch 5 năm 1961–1965 (Việt Nam)
Kế hoạch 5 năm 1961-1965, hay tên gọi chính thức là "Kế hoạch 5 năm lần thứ nhất phát triển kinh tế quốc dân (1961-1965)" là kế hoạch phát triển ngắn hạn thứ hai của Việt Nam Dân chủ Cộng hòa (kế hoạch ngắn hạn lần thứ nhất là kế hoạch 3 năm (1958-1960). Các phương hướng và mục tiêu chính của kế hoạch này đã được Đảng Lao động Việt Nam đề ra vào tháng 9 năm 1960 tại Hội nghị đại biểu toàn quốc của Đảng. Kế hoạch được Quốc hội Việt Nam Dân chủ Cộng hòa thông qua ngày 8 tháng 5 năm 1963. Kế hoạch này đã không được tiếp tục khi Chiến tranh Việt Nam leo thang vào năm 1964.

## Bối cảnh
Thực hiện kế hoạch 3 năm (1958-1960) đã giúp Việt Nam Dân chủ Cộng hòa có những cơ sở công nghiệp quan trọng đầu tiên. Tỷ trọng của công nghiệp trong nền kinh tế tăng từ 16,9% lên 40%, song vẫn nhỏ hơn tỷ trọng của khu vực nông nghiệp. Phong trào hợp tác hóa trong nông nghiệp và thủ công nghiệp được triển khai rầm rộ. Đảng Lao động Việt Nam nhận định: "công cuộc cải tạo xã hội chủ nghĩa đã giành được thắng lợi có tính chất quyết định, tuy cuộc đấu tranh để giải quyết vấn đề "ai thắng ai" giữa chủ nghĩa xã hội và chủ nghĩa tư bản vẫn còn phải tiếp tục". Những thành tựu và tồn tại của kế hoạch 3 năm đã thôi thúc Đảng này triển khai một kế hoạch với những tham vọng lớn hơn.

## Nhiệm vụ
Nhiệm vụ cơ bản của Kế hoạch nhà nước 5 năm 1961-1965 là "phấn đấu xây dựng bước đầu cơ sở vật chất và kỹ thuật của chủ nghĩa xã hội, thực hiện một bước công nghiệp hóa xã hội chủ nghĩa và hoàn thành công cuộc cải tạo xã hội chủ nghĩa, tiếp tục đưa miền Bắc tiến nhanh, tiến mạnh, tiến vững chắc lên chủ nghĩa xã hội".
Các mục tiêu cụ thể được xác định như sau
Về kinh tế:
- Đến nǎm 1965, giá trị tổng sản lượng công nghiệp và thủ công nghiệp có thể tǎng gần 1,5 lần so với nǎm 1960*, bình quân hàng nǎm tǎng khoảng 20%. Trong giá trị tổng sản lượng công nghiệp và thủ công nghiệp, nǎm 1965, công nghiệp quốc doanh dự tính chiếm 68,9%, các xí nghiệp công tư hợp doanh và xí nghiệp hợp tác chiếm 5,3%, thủ công nghiệp hợp tác hoá chiếm 17,7%. Dự định bình quân hàng nǎm, nǎng suất của ngành công nghiệp quốc doanh sẽ tǎng khoảng 9%; ngành xây dựng cơ bản sẽ tǎng khoảng 6%.
- Giá trị tổng sản lượng nông nghiệp nǎm 1965 có thể tǎng khoảng 61% so với dự tính thực hiện kế hoạch nǎm 1960, bình quân hàng nǎm tǎng khoảng 10%. Các nông trường quốc doanh sẽ tǎng giá trị sản lượng lên gấp hơn 10 lần, chiếm khoảng 5,8%, các hợp tác xã sản xuất nông nghiệp chiếm khoảng 86,2%, sản xuất cá thể còn khoảng 8%.
- Dự tính trung bình thu nhập thực tế của công nhân và nông dân nǎm 1965 có thể tǎng khoảng 30% so với nǎm 1960.

Về văn hóa-xã hội, tổng số học sinh phổ thông nǎm 1965 sẽ tǎng gần gấp đôi so với nǎm 1960; số học sinh chuyên nghiệp trung cấp sẽ là 85.000 người, tǎng thêm hơn 1,5 lần; số sinh viên đại học sẽ là 40.000 người, tǎng thêm hơn 2 lần. Trong 5 nǎm, sẽ có thêm gần 25.000 cán bộ tốt nghiệp đại học và gần 10 vạn cán bộ tốt nghiệp chuyên nghiệp trung cấp.

## Thực hiện

### Công nghiệp
Công nghiệp được nhà nước ưu tiên đầu tư vốn để phát triển. Trong công nghiệp nặng, có khu gang thép Thái Nguyên, các nhà máy nhiệt điện Uông Bí, thủy điện Thác Bà, phân đạm Bắc Giang supe phosphat Lâm Thao...Trong công nghiệp nhẹ, có các khu công nghiệp Việt Trì, Thượng Đình (Hà Nội), các nhà máy Vạn Điểm, sứ Hải Dương, pin Vạn Điền, dệt 8-3,...Công nghiệp quốc doanh chiếm tỉ trọng 93,1% trong tổng giá trị sản lượng công nghiệp toàn miền Bắc, giữ vai trò chủ đạo trong nền kinh tế quốc dân. Ở địa phương, có hàng trăm xí nghiệp được xây dựng để hỗ trợ cho công ghiệp trung ương và giải quyết nhu cầu tại chỗ.
Công nghiệp được ưu tiên xây dựng chiếm 48% vốn đầu tư trong đó nhiều nhất là công nghiệp nặng chiếm 80%. Được sự giúp đỡ của Liên Xô, các nước Xã hội chủ nghĩa và Trung Quốc nên đạt nhiều thành tựu. Giá trị sản lượng công nghiệp nặng năm 1965 tăng 3 lần so với 1960, công nghiệp quốc doanh chiếm tỷ trọng 93% tổng giá trị sản lượng công nghiệp miền Bắc. Công nghiệp nhẹ và thủ công nghiệp giải quyết 80% nhu cầu hàng tiêu dùng thiết yếu của nhân dân. Xây dựng 100 cơ sờ sản xuất mới và nhiều nhà máy, khu công nghiệp được mở rộng.

### Nông nghiệp
Nông nghiệp được coi là cơ sở của công nghiệp. Nhà nước ưu tiên xây dựng và phát triển các nông trường, lâm trường quốc doanh, trại thí nghiệm cây trồng và vật nuôi... Người nông dân mạnh dạn áp dụng tiến bộ khoa học - kĩ thuật. Tỉ lệ sử dụng cơ khí trong nông nghiệp tăng lên. Diện tích nước tưới được mở rộng nhờ phát triển hệ thống thủy nông vừa và nhỏ. Nhiều hợp tác xã đạt năng xuất 5 tấn thóc trên 1 ha. Trên 90% hộ nông dân và hợp tác xã, trong đó có 50% hộ vào hợp tác xã bậc cao.
Đại bộ phận nông dân tham gia Hợp tác xã nông nghiệp (HTX NN). thực hện chủ trương xây dựng HTX NN bậc cao ứng dụng khoa học kĩ thuật. Hệ thống thủy nông phát triển, xây dựng hệ thống thủy lợi Bắc Hưng Hải. Nhiều HTX NN đạt và vượt năng suất 5 tấn thóc trên 1 hécta

### Thương nghiệp
Thương nghiệp quốc doanh được nhà nước ưu tiên phát triển nên đã chiếm lĩnh được thị trường, góp phần vào phát triển kinh tế, củng cố quan hệ sản xuất, ổn định đời sống nhân dân.

### Giao thông
Trong giao thông vận tải, mở rộng các mạng lưới đường bộ, đường sắt, đường sông, đường biển được xây dựng, củng cố, hoàn thiện, đã phục vụ đắc lực cho yêu cầu giao lưu kinh tế và củng cố quốc phòng.

## Các ngành khác
Các ngành văn hóa, giáo dục, y tế có bước phát triển và tiến bộ đáng kể. Vấn đề văn hóa - tư tưởng, xây dựng con người mới xã hội chủ nghĩa được đặc biệt coi trọng. Về giáo dục, so với năm học 1960 - 1961, có bước phát triển mạnh, số trường đại học tăng gấp đôi. Có 9000 trường các cấp và 2.6 triệu học sinh.
Được sự hỗ trợ kĩ thuật và chuyên môn từ Liên Xô, các nước Xã hội chủ nghĩa và Trung Quốc nên đạt nhiều thành tựu. Xây dựng khoảng 6000 cơ sở y tế.

### Chi viện cho miền Nam
Việt Nam Dân chủ Cộng hòa còn làm nghĩa vụ hậu phương, chi viện cho Miền Nam (Mặt trận dân tộc giải phóng Miền Nam). Trong 5 năm (1961-1965), một khối lượng lớn vũ khí, đạn dược, thuốc men,...được chuyển vào chiến trường. Ngày càng có nhiều đơn vị vũ trang, nhiều cán bộ quân sự, chính trị, văn hóa, giáo dục, y tế được huấn luyện đưa vào chiến trường tham gia chiến đấu, phục vụ chiến đấu, xây dựng vùng giải phóng.

## Thành tựu
Những thành tựu đạt được trong việc thực hiện kế hoạch 5 năm đã làm thay đổi bộ mặt xã hội miền Bắc
| “             | Trong 10 năm qua, miền Bắc nước ta đã tiến những bước dài chưa từng thấy trong lịch sử dân tộc. Đất nước, xã hội và con người đều đổi mới. | ” |
| — Hồ Chí Minh | |   |

## Ngừng trệ
Ngày 7/02/1965, Mỹ gây chiến tranh phá hoại miền Bắc lần thứ nhất, miền Bắc chuyển hướng xây dựng và phát triển kinh tế cho phù hợp với điều kiện chiến tranh.

## Ý nghĩa
Thắng lợi của Kế hoạch Nhà nước 5 năm (1961 – 1965) được nhận xét là đưa "miền Bắc nước ta tiến những bước dài chưa từng thấy (...) đất nước xã hội con người đều đổi mới".

## Hạn chế và khó khăn
Kế hoạch Nhà nước 5 năm (1961 – 1965) vấp phải một số sai lầm khuyết điểm chủ yếu do tư tưởng chủ quan nóng vội, giáo điều thể hiện rõ nhất qua việc đề ra phương châm tiến nhanh, tiến mạnh, tiến vững chắc lên chủ nghĩa xã hội, đề ra các mục tiêu, chỉ tiêu quá cao, không tính đến khá năng thực hiện và điều kiện cụ thể của đất nước.
Trong khi thực hiện những nhiệm vụ của Kế hoạch Nhà nước 5 năm (1961 – 1965) thì 5 tháng 8 năm 1964 Mĩ mở chiến dịch Mũi tên xuyên bắn phá miền Bắc sau khi dựng lên Sự kiện Vịnh Bắc bộ, từ đây miền Bắc phải chuyển hướng xây dựng và phát triển và không thể tiếp tục thực hiện những nhiệm vụ của Kế hoạch Nhà nước 5 năm (1961 – 1965).

## Xem Thêm
- Đảng Cộng sản Việt Nam
- Đại hội Đảng Cộng sản Việt Nam III